# Yosra Dhieb
Yosra Dhieb (sinh ngày 31 tháng 8 năm 1995) là một vận động viên cử tạ người Tunisia thi đấu ở hạng cân +75 kg. Cô đã giành giải vô địch châu Phi năm 2013 và đứng thứ ba tại Đại hội Thể thao châu Phi 2015 và thứ tư tại Thế vận hội 2016.